# Abdera bifasciata
Espèce
Abdera bifasciata est une espèce d'insectes de l'ordre des coléoptères, de la famille Melandryidae.

## Répartition
Il est présent en France, notamment dans le Nord-Pas-de-Calais.

## Systématique
L'espèce Abdera bifasciata a été décrite par Thomas Marsham en 1802.

## Synonymie
- Abdera bifasciata Stephens, 1832
- Abdera biflexuosa Curt.
- Abdera undata Perris, 1852
- Dircaea griseoguttata Fairmaire, 1849
- Elater flexuosa Olivier, 1790
- Hypulus biflexuosa Curtis, 1829